# Dansk Jagtforsikring
Dansk Jagtforsikring A/S er et selskab der tegner ansvarsforsikring knyttet til jagttegnet, dækkende person- og tingskade samt hundeskader, som en jæger forvolder i relation til anden person under jagtudøvelse i Danmark eller det øvrige Europa.

## Lovpligtig forsikring
Det er lovpligtigt at have en ansvarsforsikring for at drive lovlig jagt i Danmark. Naturstyrelsen har indgået en overenskomst med Dansk Jagtforsikring A/S, hvorefter dette selskab for en årlig præmie på 35 kr., der opkræves af Naturstyrelsen sammen med jagttegnsafgiften, påtager sig at udrede de erstatninger, som jagttegnsløseren måtte blive ansvarlig for.
Jægerne kan blive fritaget for at betale præmien, hvis man kan dokumentere, at man har en anden forsikring, der dækker de skader, man måtte anrette ved skudafgivelse under jagt.

## Ejerskab
Staten ejer 51 % af aktierne, og Danmarks Jægerforbund ejer 49 %.